# Tieste Wilmant
Tieste Wilmant (1859 – 1937) è stato un baritono italiano.

## Biografia
Il suo debutto operistico avviene a Chiari nel 1878. Nel 1896 dà vita al ruolo di Marcello nella produzione originale de La bohème di Giacomo Puccini al Teatro Regio Torino. Debutta al Teatro La Scala nella stagione 1893-1894 dove appare nelle produzioni di Loreley di Alfredo Catalani e Manon Lescaut di Puccini. È apparso in numerosi altri spettacoli alla Scala nel decennio successivo, incluso il ruolo di Alberich nella prima rappresentazione italiana del Siegfried di Richard Wagner e il ruolo di Iago nell'Otello di Verdi. Wilmant incise quattro dischi per l' etichetta discografica Zonophone nel 1904. 